# Metagenes
Metagenes (en llatí Metagenes, en grec antic Μεταγένης) fou un poeta còmic atenenc de la vella comèdia, contemporani d'Aristòfanes, Frínic i Plató. Va viure entre els segles V aC i IV aC.
L'enciclopèdia Suides esmenta els títols de les seves comèdies:
- Αὖραι ("Aurai" Les brises)
- Μαμμάκυθος ("Mammácuthos" L'enginy)
- Θουριοπέρσαι ("Thouriopersai")
- Φιλοθύτης ("Philothites" L'amant del sacrifici)
- Ὅμηρος ἢ Ἀσκηταί ("Homeros é Asketai" Homer o els comerciants).

Alguns dels títols semblen corruptes. Fabricius l'inclou a la Bibliotheca Graeca.